# Angelica Balabanova

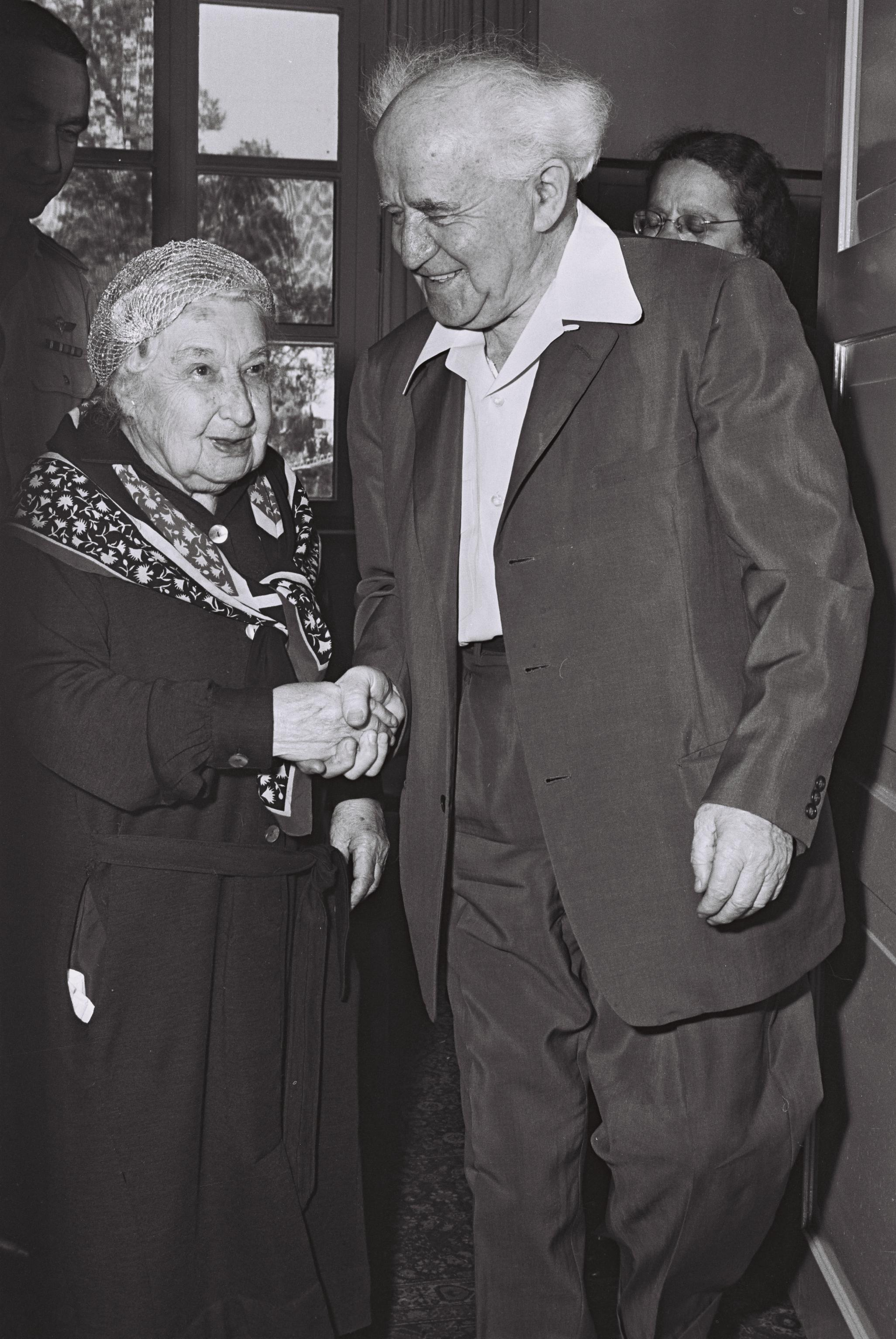
Angelica Balabanova in 1962 met David Ben-Gurion

Antoinette Angelica Balabanova (Russisch: Анжелика Исааковна Балабанова; Anschelika Issaakovna Balabanova) (Tsjernihiv, 7 mei 1875 of 1878 - Rome, 25 november 1965) was een Italiaanse socialistische feministe met Joods-Oekraïense wortels.
Het archief van haar correspondentie en andere nagelaten documenten zijn in het bezit van het Internationaal Instituut voor Sociale Geschiedenis in Amsterdam.

## Ideologische vorming te Brussel
Angelica Balabanoff was afkomstig uit een Joodse familie van handelaars en grondbezitters, maar verzette zich al snel tegen de geldende opvattingen. Zij verzette zich tegen een onderdanig leven als gehuwde vrouw en trok naar Brussel, waar ze inschreef aan de Université Nouvelle.
In het kader van het Institut des hautes études volgde ze cursussen van Emile Vandervelde, de socioloog Maxime Kowalensky, de criminologen Enrico Ferri en Edmond Picard en de economisten Hector Denis en Emile de Greef. Voor Elie Reclus, die een cursus over de evolutie der godsdiensten gaf, zou zij zelfs gewerkt hebben.
Ze was ook aanwezig bij talrijke lezingen in het Brusselse Volkshuis, hoofdkwartier van de plaatselijke socialisten, wat ongetwijfeld beslissend was voor haar overgang tot het socialisme. Ze ontmoette er onder meer ook Plechanov.

## Vestiging in Italië
De volgende jaren leidde Balabanoff een zwerversbestaan langs verschillende Duitse steden. In 1899 studeerde ze een jaar aan de universiteit van Leipzig en woonde er meetings met onder meer Rosa Luxemburg en Clara Zetkin bij. Vervolgens trok ze voor een jaar naar Berlijn en zocht daarna een onderkomen in Italië.
Haar keuze om zich in Rome te vestigen was niet toevallig; tijdens haar Brusselse periode had ze namelijk contacten gelegd met de grote groep Italiaanse migranten daar. Aan de universiteit van Rome volgde ze cursussen filosofie van de marxistische denker Antonio Labriola. Ze werd in 1900 lid van de Italiaanse socialistische partij en stelde zich meteen aan de linkervleugel van deze partij op.
Kort daarop werd ze echter uitgewezen en vond een onderkomen in de kringen van de grote groep Italiaanse bannelingen in Zwitserland. Ze hield zich voornamelijk bezig met het onderrichten van vreemde talen aan socialistische vluchtelingen; zo ontmoette ze onder meer Lenin en Benito Mussolini, aan wie ze Duits leerde.
Na het uitbreken van de Revolutie van 1905 in Rusland spande zij zich tot het uiterste in om de Italiaanse bevolking te winnen voor de zaak van de revolutionairen. Ze reisde heel Italië af om meetings te geven en fondsen in te zamelen voor de opstandelingen. Eind 1906 zetelde zij overigens als plaatsvervangend afgevaardigde voor de Russische Sociaaldemocratische Arbeiderspartij in het Internationaal Socialistisch Bureau.
Toen zij zich terug in Italië mocht vestigen, gaf zij er met Mussolini het socialistische blad Avanti! uit.

## Verzet tegen de oorlog
Op de historische laatste zitting van het Internationaal Socialistisch Bureau op 29 juli 1914 te Brussel doet Balabanoff nog een vergeefse poging het volgende congres van de Tweede Internationale te vervroegen. Volgens haar waren leidersfiguren als Jean Jaurès en Rosa Luxemburg en zelfs de Oostenrijker Victor Adler, wiens land reeds in oorlog was, hechten deze geen geloof aan haar vrees dat er uit het Oostenrijks-Servisch conflict een wereldoorlog zou groeien. Ze wierp zich nu definitief op als onvoorwaardelijke vredesduif en riep op tot een algemene werkstaking in geval het conflict escaleerde. De Italiaanse socialisten vaardigden een manifest tegen de oorlog uit, waarop ze lijnrecht tegenover Mussolini kwamen te staan, die in Avanti! de toetreding van Italië tot de oorlog eiste. Hierop werd hij als hoofdredacteur van het blad ontslagen en even later ook uit de partij gezet. Balabanoff had nu de onbetwistbare leiding over de partij.
De Italiaanse socialisten, met Oddino Morgari en Angelica Balabanoff aan het hoofd, en de Zwitserse socialist Robert Grimm zetten daarop de Zimmerwaldconferentie op poten. Terwijl het de bedoeling was een arbeidersfront te vormen tegen de oorlog, leidde de conferentie echter tot de eerste breuken in de Tweede Internationale.

## Vlucht voor stalinisme en fascisme
In 1917 trok Balabanoff naar Rusland, waar ze zich aansloot bij de bolsjewieken en tussen 1919 en 1920 secretaris van de Comintern was. In 1922 keerde ze zich echter af van de bolsjewieken en sloot zich aan bij de Italiaanse socialistische voorman Giacinto Menotti Serrati, die weigerde zich zomaar neer te leggen bij de richtlijnen van de Comintern. Nadat deze laatste zich echter opnieuw verzoende met de communisten leidde ze zelf de zogenaamde maximalisten.
De opkomst van de fascisten verplichtte Balabanoff opnieuw de wijk te nemen naar Zwitserland, en later naar Parijs en New York.
In 1947 keerde ze terug naar Italië, waar ze zich aansloot bij Giuseppe Saragat, toen deze weigerde zich neer te leggen bij de alliantie van de PSI met de Italiaanse communisten. Saragats Socialistische Arbeiderspartij werd later de Italiaanse Sociaaldemocratische Partij (na de inlijving van de Verenigde Socialistische Partij).